# چراغ اضطراری
چراغ اضطراری یک منبع نور کوتاه‌مدت متشکل از یک لوله پلاستیکی شفاف است که حاوی مواد جدا شده‌ای است که پس از ترکیب از طریق نورتابی شیمیایی ایجاد نور می‌کند بنابراین به منبع انرژی خارجی احتیاج ندارد.
نورتابی شیمیایی پدیده‌ای شیمیایی است که طی آن پرتوهایی از فوتون به عنوان محصول در طی یک واکنش شیمیایی تولید می‌شود که منجر به ایجاد درخشش و نور قابل مشاهده‌ای در طی واکنش خواهد شد.

برای اردو، غواصی، روشنایی اضطراری، سرگرمی در فضای باز، تبلیغات، مهمانی ها و غیره مفید است.
برای فعال کردن چراغ اضطراری صرف نظر از اندازه تنها کافی است فشار ملایمی بر مرکز چراغ اضطراری وارد شود گویا مدادی از وسط نصف می‌شود. سپس ظرف حاوی مواد شیمیایی شکسته شده و مواد شیمیایی با هم ترکیب می‌شوند و با یکدیگر ایجاد درخشش می‌کنند. برای کامل شدن این فرایند می‌بایست تکان کوچکی به آن وارد شود. نور چراغ اضطراری تا حدود هشت ساعت باقی می‌ماند.